# Tourcoing - Centre (métro de Lille)
La station Tourcoing - Centre est une station de la ligne 2 du métro de Lille et de la ligne T du tramway de Lille, située à Tourcoing.

## Situation
Cette station est adjacente au centre-ville de Tourcoing (d'où son nom). Ses deux sorties débouchent, l'une sur la gare routière Ilévia, entreprise des transports en commun, l'autre sur la monumentale église Saint-Christophe.

### Histoire
L'arrêt a été ouvert le 18 août 1999 pour la ligne T du tramway du Grand Boulevard et la ligne 2 en terminus pour les deux. Depuis le 28 octobre 2000, c'est un arrêt de passage pour la ligne 2.

### Origine du nom
La station tire son nom de sa situation géographique.

## Architecture

### Généralité
Par rapport aux autres stations de métro de cette ligne, l'impression d'ensemble est assez étouffante. Cette station se compose d'un plafond en acier mat et d'une couverture murale rouge sombre, censée évoquer la couleur des briques du Nord.

### Description
La station comporte deux accès et un ascenseur a l'entrée de l'un des deux accès, elle est bâtie sur trois niveaux.
- niveau - 1 : vente et compostage des billets
- niveau - 2 : niveau intermédiaire permettant de choisir la direction de son trajet
- niveau - 3 : voies centrales et quais opposés

- Architecture intérieure

"Architecture
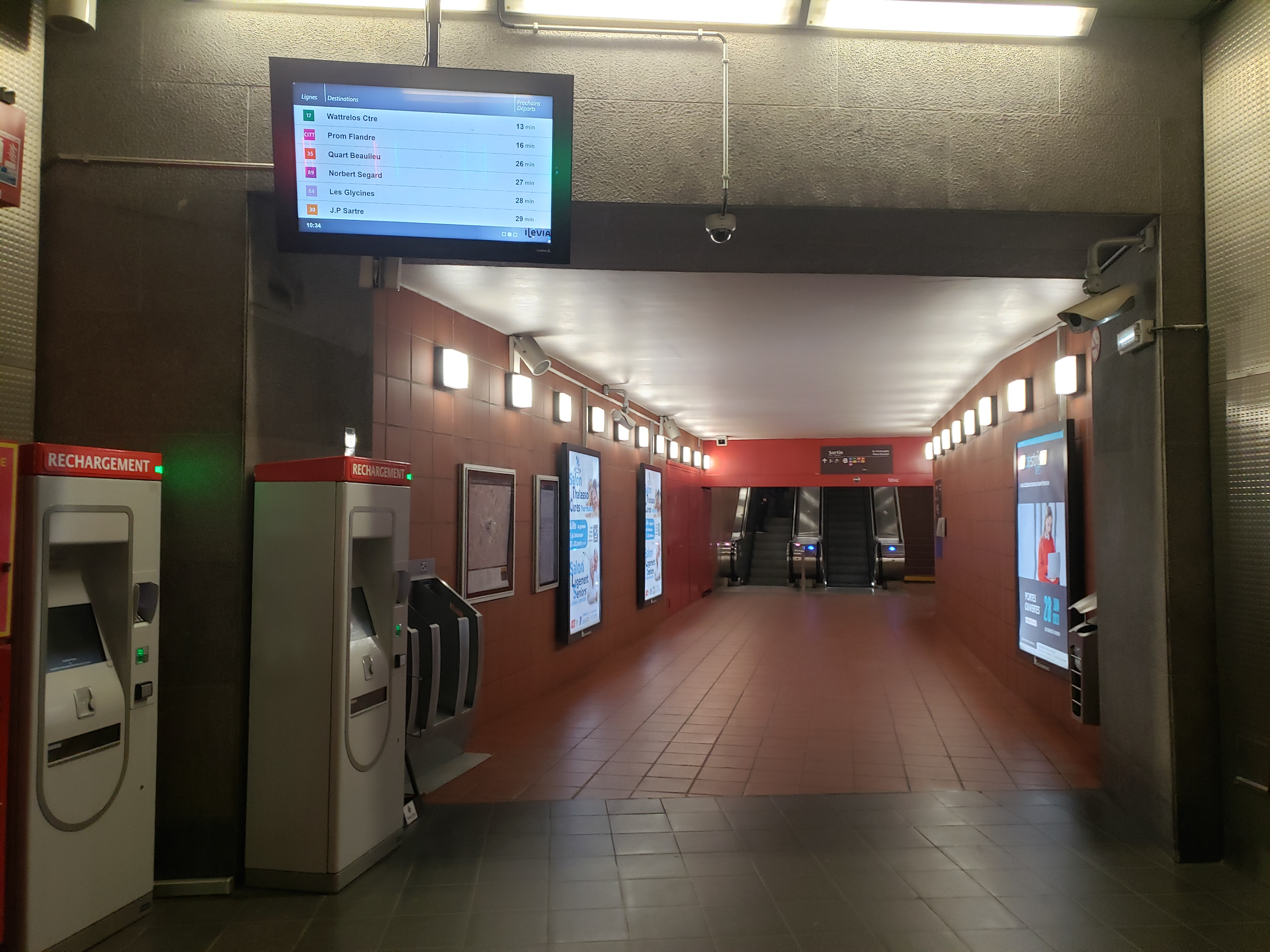
Couloir d'entrée vers l'accès Place de la République
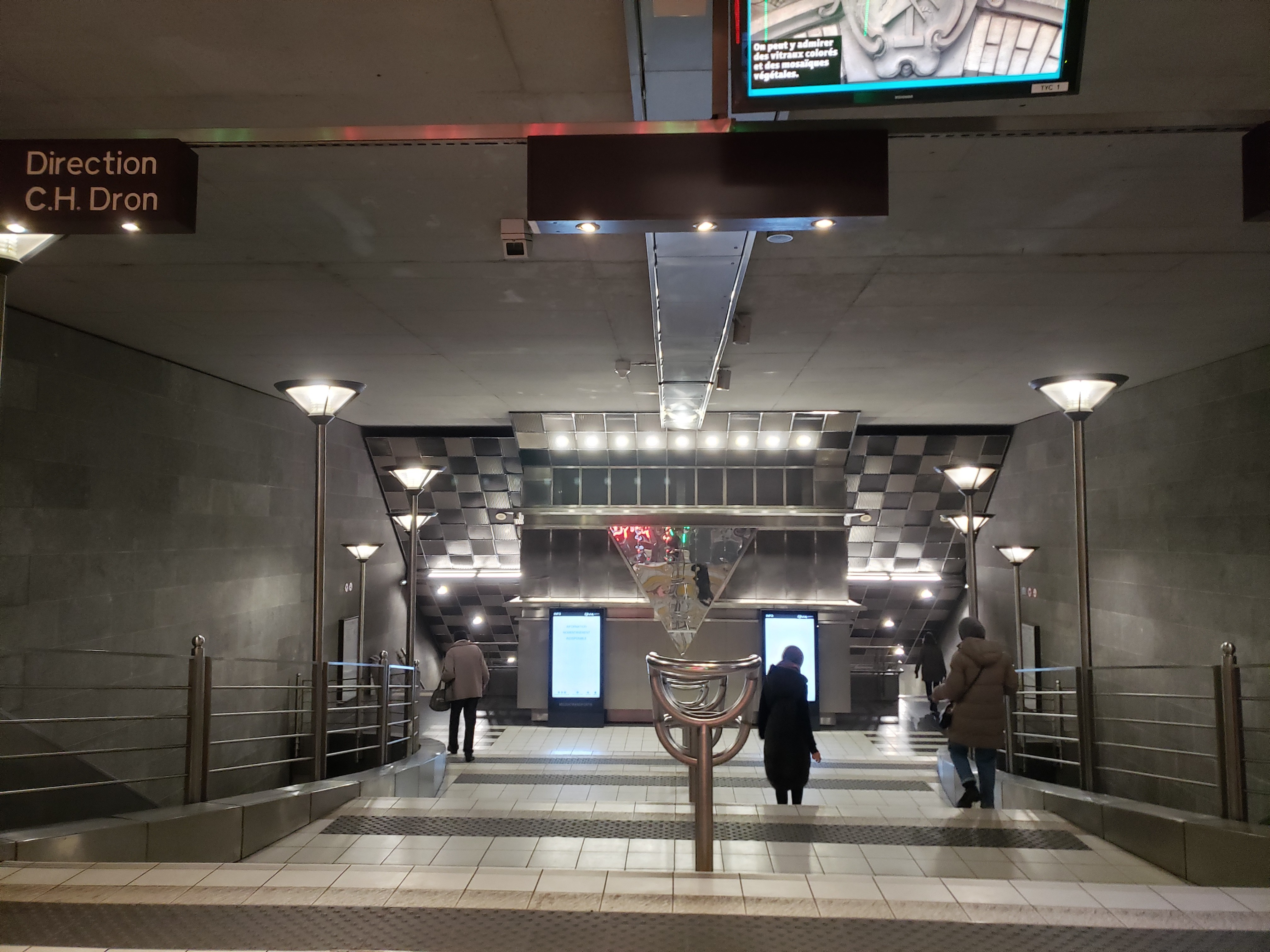
Vue générale de la mezzanine
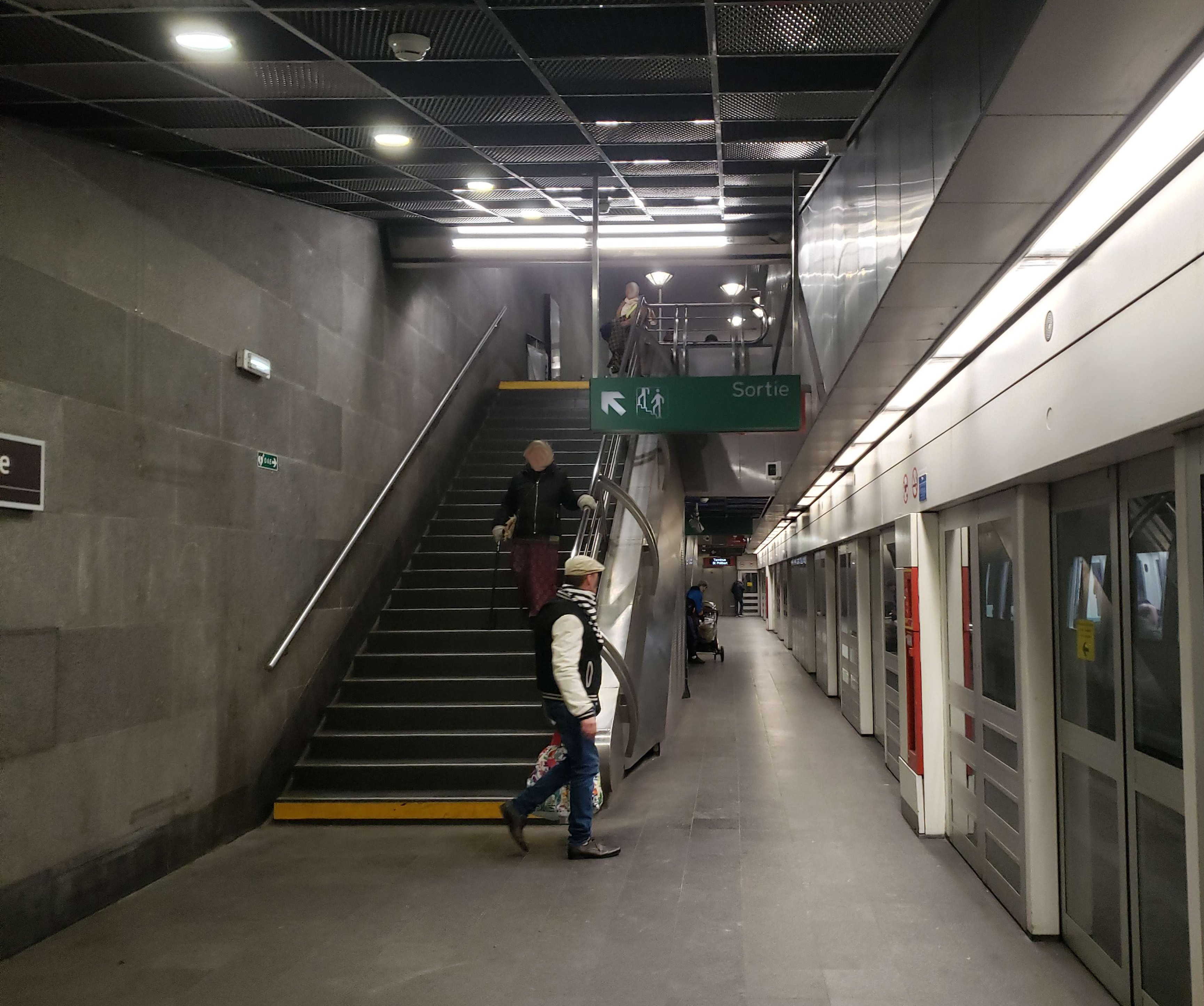
Quai direction Saint-Philibert

## Intermodalité
La station est le terminus de la ligne T du tramway.
Elle est également desservie par les lignes L4, L8, 17, 30, 35, 84, 87, 89, CITT, C8, Z1 et Z4 ainsi que par la ligne sur réservation 24R du réseau Ilévia.

## À proximité
- Hôtel de Ville de Tourcoing
- Église Saint-Christophe de Tourcoing
- Beffroi et ancienne Chambre de Commerce de Tourcoing.
- Les quatre places du centre-ville de Tourcoing (Grand'Place, Place de la République, Place Charles et Albert Roussel, place Victor Hassebroucq).
- Conservatoire et école de musique de Tourcoing.